# Municipio de Mixtla de Altamirano
El municipio de Mixtla de Altamirano se encuentra en el estado de Veracruz, es uno de los 212 municipios de la entidad mexicana y tiene su ubicación en la región montañosa de la Sierra de Zongolica. Su cabecera es la localidad de Mixtla de Altamirano.

## Geografía
El municipio de se encuentra en la zona centro-occidental del estado de Veracruz, en la región conocida como las Grandes Montañas o la Sierra de Zongolica. Tiene una extensión territorial de 66.376 kilómetros cuadrados que representan el 0.09% de la superficie totaal del estado. Sus coordenadas geográficas extremas son 18° 33' - 18° 19' de latitud norte y 96° 56' - 97° 02' de longitud oeste; su altitud, fluctúa entre un máximo de 2 400 y un mínimo de 400 metros sobre el nivel del mar.
Limita al norte, este y sur con el municipio de Zongolica, al suroeste con el municipio de Tehuipango y al noroeste con el municipio de Texhuacán.  

### Clima y ecosistemas
El clima de este municipio es templado a seco-extremoso, con una temperatura de 18.5 °C; lluvias abundantes en verano y principios de otoño, con menor intensidad en invierno. En este municipio se cosecha maíz y café, así como también tiene una producción rural con actividad forestal en productos maderables.

## Demografía
De acuerdo al Censo de Población y Vivienda, realizado en 2010 por el Instituto Nacional de Estadística y Geografía, el municipio posee una población de 10 387 habitantes, de los que _ son hombres y _ son mujeres.
Tiene una densidad poblacional de 156.49 habitantes por kilómetro cuadrado.

### Localidades
El municipio tiene un total de 44 localidades. Las principales localidades y su población en 2010 son las siguientes:
| Localidad                 | Población |
| Total Municipio           | 10 387    |
| Barrio Segundo            | 962       |
| Ocotempa (Barrio Primero) | 830       |
| Barrio Tercero            | 523       |
| Barrio Cuarto             | 515       |
| Axoxohuilco               | 468       |
| Mixtla de Altamirano      | 446       |

## Política
El gobierno del municipio le corresponde a su ayuntamiento que es electo por un periodo de tres años que pueden ser renovables para el siguiente periodo inmediato, por un total máximo de seis años. Se encuentra integrado por el presidente municipal, un síndico y un regidor electo por el principio de representación proporcional. Todos son electos mediante voto universal, directo y secreto.

### Representación legislativa
Para la elección de diputados locales al Congreso de Veracruz y de diputados federales a la Cámara de Diputados federal, el municipio de Mixtla de Altamirano se encuentra integrado en los siguientes distritos electorales:
Local:
- Distrito electoral local 22 de Veracruz con cabecera en Zongolica.[4]

Federal:
- Distrito electoral federal 18 de Veracruz con cabecera en Zongolica.[5]

### Presidentes municipales
- (2018 - 2019): Maricela Vallejo Orea [6]